# داگلاس دی‌سی-۱
داگلاس دی‌سی-۱ (به انگلیسی: Douglas DC-1) یک هواپیمای ساختِ کارخانهٔ شرکت هواپیماسازی داگلاس در کشور ایالات متحده آمریکا است. نخستین استفاده‌کنندهٔ این هواپیما Trans World Airlines بوده‌است. این هواپیما برای نخستین بار در ۱ ژوئیه ۱۹۳۳ میلادی مورد استفاده قرار گرفت.